# 约瑟夫·埃拉赫尔
约瑟夫·埃拉赫尔（德語：Josef Erlacher，？—），意大利男子高山滑雪运动员。他曾代表意大利参加1988年、1992年、1994年和2002年冬季残疾人奥林匹克运动会高山滑雪比赛，获得二枚铜牌。